# Windsor, Ontario
Windsor este un oraș situat în sud-vestul provinciei Ontario, Canada. Orașul este situat la altitudinea de 190 m, are o suprafață de 120,6 km² și o populație de 216.473 loc. (în 2006).

## Date geografice
Windsor este orașul cel mai sudic canadian, el se află în comitatul "Essex County" lângă granița cu SUA vizavi de orașul american Detroit de care este despărțit de un tunel sau un pod peste râul Detroit River (51 km). 

## Personalități marcante
- Giles Blunt (n. 1952), autor
- Barbara Gowdy (n. 1950), autoare
- Katherine V. Forrest (n. 1939), scriitoare
- Marc Fortier (n. 1966), jucător de hochei și antrenor
- Richie Hawtin (n. 1970), producător de techno
- David H. Hubel (1926–2013), neurobiolog și laureat al premiului Nobel
- Garth Hudson (n. 1937), muzician (The Band)
- Wladek Kowalski (1926–2008), wrestler
- Paul Martin (n. 1938), politician
- Donald McPherson (1945–2001), patinator
- Oliver Platt (n. 1960), actor
- Bob Probert (1965–2010), jucător de hochei
- Jack Scott (1936–2019), muzician Country-Pop și Rockabilly
- Sofia Shinas (n. 1973), actriță de film și televiziune, cântăreață și cantautoare canadiană de origine greacă
- Larry Shreeve (n. 1941), wrestler (Abdullah the Butcher)
- Skip Spence (1946–1999), muzician
- Shania Twain (n. 1965), cântăreață
- Aaron Ward (n. 1973), jucător de hochei

## Orașe înfrățite
- Coventry
- Lublin
- Mannheim
- Fujisawa